# Landeskommando Bremen
Das Landeskommando Bremen (LKdo HB) ist seit 2007 die territoriale Kommandobehörde der Bundeswehr in Bremen. Das Landeskommando ist dem Operativen Führungskommando der Bundeswehr in Berlin unterstellt und erster Ansprechpartner für den Senat der Freien Hansestadt Bremen im Rahmen der zivil-militärischen Zusammenarbeit. Bis Januar 2013 war es dem Wehrbereichskommando I „Küste“, von Februar 2013 bis September 2022 dem Kommando Territoriale Aufgaben der Bundeswehr und von Oktober 2022 bis März 2025 dem Territorialen Führungskommando der Bundeswehr unterstellt.
Das Kommando mit Sitz in der Scharnhorst-Kaserne in Bremen-Huckelriede verfügt über alle erforderlichen Führungsgrundgebiete.

## Auftrag
- Das Landeskommando führt das Kreisverbindungskommando (KVK) in Bremerhaven, welches ausschließlich mit Reservisten besetzt ist und dort sein ziviles Gegenüber berät. Dies dient der Planung, Vorbereitung und Koordination von Amts- und Katastrophenhilfe.
- Es fasst Unterstützungsanforderungen zusammen, bewertet diese und legt sie aufbereitet dem Operativen Führungskommando der Bundeswehr vor.
- Es bereitet die Aufnahme und den Einsatz von Bundeswehrkräften in Abstimmung mit dem verantwortlichen zivilen Katastrophenschutzstab vor und koordiniert deren Einsatz nach den Vorgaben und Prioritäten der zivilen Seite und verfügt so über ein militärisches Lagebild der eingesetzten und noch verfügbaren Bundeswehrkräfte.
- Koordination von Host Nation Support, gemäß NATO-Truppenstatut im Zwei-Städte-Bundesland.
- Es koordiniert die Presse-/Öffentlichkeitsarbeit der Bundeswehr im Land.
- Es berät übende Truppenteile in landesspezifischen Umweltschutzfragen.
- Hält Verbindung zu den Beauftragten der Bundeswehr für die Zivil-Militärische Zusammenarbeit der benachbarten Landkreise/Kreisfreien Städte.